# Stefan Woltersdorff
Stefan Woltersdorff (* 1965 in Stadthagen (Niedersachsen)) ist ein deutscher Schriftsteller und Reiseleiter. Literarische Spaziergänge auf Spuren deutscher und französischer Dichter sind sein besonderes Markenzeichen.

## Leben
Als Sohn eines ehemaligen DDR-Bürgers geboren, der Mitte der 1950er Jahre in die Bundesrepublik umsiedelte, aber noch viele Verwandte in der DDR hatte, war er von Jugend an mit der Grenzerfahrung konfrontiert. Nach einem Studium der Romanistik und Germanistik in München ging er nach Toulouse, um „Frankreich kennenzulernen“. Er schloss das Studium in Toulouse 1989 mit dem DEUG ab. Nach der Rückkehr nach München beendet er 1994 seine Studien mit dem Magister Artium in Literaturwissenschaften und dem Staatsexamen für die Fächer Deutsch und Französisch. Seine Doktorarbeit schrieb er über den literarischen Grenzgänger René Schickele, den aus Obernai stammenden Schriftsteller und Pazifisten in Straßburg und veröffentlichte sie in Metz. Danach arbeitete er in den 1990er Jahren als Lektor für deutsche Sprache an der Pädagogischen Hochschule im ungarischen Szeged. Danach wurde er Lektor an der Universität Straßburg, wo er seine ideelle Heimat fand. Heute lebt er in Kehl und Sanary-sur-Mer.

## Berufliche Laufbahn
Er hörte 1994/95 von einer Initiative, eine grenzüberschreitende Volkshochschule aufzubauen. Daraus wurde die Volkshochschule – Université Populaire PAMINA, die von den Gebietskörperschaften Pfalz, Baden und Elsass getragen wird, mit Sitz in Wissembourg. Zunächst wurde er freier Mitarbeiter, später ab 2001 ihr Leiter. Die Kurse dieser VHS finden auf Deutsch und Französisch statt und werden von Teilnehmern der beiden Länder besucht. Er initiierte das Projekt „Literaturlandschaften am Oberrhein“, welches von der deutsch-französisch-schweizerischen Oberrheinkonferenz mit einem Preis als beste Initiative 2002 ausgezeichnet wurde.
Während seiner Zeit bei der PAMINA schrieb er mehrere Reiseführer, die auf den Spuren von Literaten das Elsass und Lothringen erkundeten. Seit dem Ende seiner Tätigkeit für die PAMINA 2013 arbeitet er als freier Reiseleiter für große Reiseveranstalter, Schwerpunkt literarische Reisen, hält Vorträge an Volkshochschulen und anderen kulturellen Gesellschaften und schreibt weiterhin Reiseführer und Sachbücher zu Literatur und Geschichte am Oberrhein. Seine Spezialität ist das Elsass, Lothringen, Baden und die Schweiz.
Sein besonderes Interesse gilt der Grenzlage des Elsass, die immer wieder dazu führte, dass verfolgte Literaten aus Deutschland dort Asyl fanden. Nach 1933 gab es in Straßburg eine lebendige Szene deutscher Emigranten. Umgekehrt wurden von 1780 bis 1789 die Werke Voltaires, die in Frankreich verboten waren, in Kehl gedruckt.
Die Reiseführer von Woltersdorff behandeln die üblichen touristischen Sehenswürdigkeiten und Hotels und Restaurants nur am Rande, wenn überhaupt. Dafür wird das Leben und das Werk der Literaten umso ausführlicher geschildert, auch Teile, die nicht in der Region spielten. Die bewegte Geschichte Elsass-Lothringens, insbesondere die Kriege, brachten viele bekannte Schriftsteller in die Region, z. B. Alfred Döblin in Saargemünd während des Ersten Weltkriegs und Jean-Paul Sartre in Brumath im Zweiten Weltkrieg. Der Autor selbst empfiehlt seine Bücher auch für „Lehnstuhlreisen zu Hause“. Außerdem werden weniger bekannte ideengeschichtliche Themen behandelt. So wird in „Mußestunden in Straßburg und Umgebung“ die Gartenstadtbewegung Anfang des 20. Jahrhunderts vorgestellt.

## Veröffentlichungen
- Chronik einer Traumlandschaft. Peter Lang, Bern 2000, ISBN 978-3-906758-27-5.
- Straßburg für Leser. Ein literarischer Führer durch die Stadt und ihr Umland. Morstadt, Kehl 2000, ISBN 978-3-88571-259-6.
- Nordelsass für Leser. Ein kurzweiliger Führer zu historischen und literarischen Schauplätzen aus 12 Jahrhunderten. Morstadt, Kehl 2007, ISBN 978-3-88571-326-5.
- Literarisches Lothringen, Spaziergänge mit Dichtern und Denkern Europas. Conte, Saarbrücken 2012, ISBN 978-3-941657-40-3.
- Mußestunden in Straßburg und Umgebung. Gmeiner, Meßkirch 2015, ISBN 978-3-8392-1783-2.
- Johannes Beinert (1877–1916). Ein Leben am Oberrhein. Gmeiner, Meßkirch 2016, ISBN 978-3-8392-1993-5.
- Markus Gestier, Katrin Mikulcic (Hrsg.): Beziehungsstatus: kompliziert. Dreißig Blicke auf die deutsch-französischen Beziehungen. Conte, St. Ingbert 2017, ISBN 978-3-95602-119-0.
- Straßburg und Umgebung. Gmeiner, Meßkirch 2017, ISBN 978-3-8392-0220-3.
- Grenzüberschreibungen: Literarische Spurensuche zwischen Straßburg und Kehl. Conte, Saarbrücken 2024, ISBN 978-3-956-02272-2

## Auszeichnungen
- 2002 Erster Preis der Oberrheinkonferenz für das Projekt „Literaturlandschaften am Oberrhein“ der Volkshochschule PAMINA[4]
- 2014 Literaturpreis „Georges Sadler“ der Universität Nancy für sein Buch „Literarisches Lothringen“[5]
- 2024 Eurodistrikt Preis der Société des Amis du Vieux Strasbourg[6]